# Chronotypes et performances scolaires
 (janvier 2023).
La mise en forme du texte ne suit pas les recommandations de Wikipédia : il faut le « wikifier ».
Les points d'amélioration suivants sont les cas les plus fréquents :
- Les titres sont pré-formatés par le logiciel. Ils ne sont ni en capitales, ni en gras.
- Le texte ne doit pas être écrit en capitales (les noms de famille non plus), ni en gras, ni en italique, ni en « petit »…
- Le gras n'est utilisé que pour surligner le titre de l'article dans l'introduction, une seule fois.
- L'italique est rarement utilisé : mots en langue étrangère, titres d'œuvres, noms de bateaux, etc.
- Les citations ne sont pas en italique mais en corps de texte normal. Elles sont entourées par des guillemets français : « et ».
- Les listes à puces sont à éviter, des paragraphes rédigés étant largement préférés. Les tableaux sont à réserver à la présentation de données structurées (résultats, etc.).
- Les appels de note de bas de page (petits chiffres en exposant, introduits par l'outil «  Source ») sont à placer entre la fin de phrase et le point final[comme ça].
- Les liens internes (vers d'autres articles de Wikipédia) sont à choisir avec parcimonie. Créez des liens vers des articles approfondissant le sujet. Les termes génériques sans rapport avec le sujet sont à éviter, ainsi que les répétitions de liens vers un même terme.
- Les liens externes sont à placer uniquement dans une section « Liens externes », à la fin de l'article. Ces liens sont à choisir avec parcimonie suivant les règles définies. Si un lien sert de source à l'article, son insertion dans le texte est à faire par les notes de bas de page.
- La présentation des références doit suivre les conventions bibliographiques. Il est recommandé d'utiliser les modèles {{Ouvrage}}, {{Chapitre}}, {{Article}}, {{Lien web}} et/ou {{Bibliographie}}. Le mode d'édition visuel peut mettre en forme automatiquement les références.
- Insérer une infobox (cadre d'informations à droite) n'est pas obligatoire pour parachever la mise en page.

Pour une aide détaillée, merci de consulter Aide:Wikification.
Si vous pensez que ces points ont été résolus, vous pouvez retirer ce bandeau et améliorer la mise en forme d'un autre article.
 (janvier 2023).
Les humains ont un rythme circadien d'environ 24 heures qui reflète leurs activités biologiques et comportementales. Ces horloges biologiques peuvent fonctionner en l'absence d'interactions endogènes, mais elles sont fortement influencées par le cycle jour-nuit de leur environnement. Certaines études ont montré que les rythmes biologiques peuvent varier d'une personne à l'autre, ce qui peut se traduire par des différences dans leurs préférences horaires, également appelées chronotypes. Plusieurs études ont démontré que les rythmes biologiques chez les humains peuvent montrer des différences interindividuelles,. Une de ces différences, également connue sous le nom de typologie circadienne, serait leur chronotype caractérisé de matinal ou diurne. 
En effet, les êtres humains doivent décider du moment adéquat de la journée pour se réveiller, étudier, partir, travailler, répondre à leurs obligations sociales, etc. Ainsi, la préférence circadienne de chacun peut significativement varier en fonction de leur horloge biologique. D’ailleurs, lorsque leurs rythmes circadiens sont perturbés par des changements environnementaux, comme lors d’un décalage horaire à la suite d'un voyage, la fonction humaine peut être perturbée au niveau du sommeil, des habitudes de vie, des performances cognitives, etc. Les adolescents et les jeunes adultes étudiants ont souvent des habitudes de sommeil irrégulières qui peuvent provoquer une perte de sommeil en lien avec les horaires scolaires. En conséquence, ces perturbations du sommeil peuvent entraîner des déficits d'apprentissage importants. 
En considérant ces éléments, il serait judicieux de réévaluer les pratiques courantes consistant à programmer les heures de début des cours tôt le matin en supposant que c'est à ce moment-là que les élèves sont les plus attentifs.

## Chronotypes dans l’apprentissage
Il y a des différences significatives entre les individus en termes de leur type de chronotype, qui est caractérisé par la période de la journée où l'individu atteint son apogée en termes de vigilance, de performance physique et d'activité cognitive optimale. Trois types de chronotypes peuvent être observés dans une population : les personnes de type matinal (type M), qui se réveillent généralement tôt le matin et sont physiquement et mentalement les plus actives en début de journée ; les personnes de type du soir (type E), qui préfèrent aller se coucher tard et ont du mal à se lever le matin ; et enfin, il y a un type intermédiaire (type N), qui se situent entre les deux autres types,,,.

## Lien entre chronotype, âge et sexe biologique
Plusieurs études ont montré que l'âge et le sexe peuvent influencer le chronotype,. En effet, chez les adultes, plus on vieillit, plus le chronotype changerait pour le type matinal.  Par exemple, une étude menée sur 600 jeunes Espagnols âgés de 12 à 16 ans a révélé une tendance marquée à être de type nocturne, suggérant que les adolescents ont tendance à être de type E pendant la puberté.
Une autre étude a démontré que les femmes auraient une tendance plus forte à être des types M que les hommes. En effet, chez une population adulte, les hommes manifestent une nette caractérisation du chronotype de type E.  D’ailleurs, une étude a démontré que les hommes obtenaient de meilleurs scores le soir que les femmes, soutenant ainsi l’idée que les hommes seraient largement de type N . Toutefois, cette relation entre le sexe biologique et la nature du chronotype reste controversée, puisque d’autres études n'ont pas réussi à obtenir ces mêmes résultats,. En outre, il a été suggéré que les facteurs sociaux et culturels peuvent également contribuer aux différences de chronotype,,. Par exemple, une étude de 1991 a montré que les Américains étaient plus nocturnes que les Japonais. Aussi, il a été suggéré que les résidents de régions à climat tempéré seraient plus enclins à être de type matinal.

## Impact de l’horaire scolaire
De nos jours, il est généralement admis que les adolescents apprennent mieux le matin, à condition de se coucher plus tôt la veille. Cependant, les recherches menées à ce jour suggèrent que l'ajustement des horaires scolaires en fonction des chronotypes des élèves pourrait être bénéfique. En effet, une étude menée dans les écoles secondaires du Minneapolis Public School District a montré qu'en repoussant l'heure de début des cours de 7 h 15 à 8 h 40, les enseignants ont observé une amélioration de l'assiduité, des performances scolaires, du comportement et de l'humeur de leurs élèves. Cette observation a été faite sur plus de 50 000 élèves de ces écoles. 
En parallèle, une expérience menée par Hansen et al. en 2005, démontre que plus les cours débutaient tard, meilleurs étaient les résultats scolaires des adolescents dans l'ensemble des matières . Ensuite, de nombreuses études ont montré que l'heure à laquelle un examen est donné peut avoir une influence sur les performances scolaires des étudiants,,. L'apprentissage est souvent plus efficace lorsqu'il est effectué à un moment adapté au chronotype de l'individu. Les étudiants en général obtiennent de meilleurs résultats scolaires lorsqu’ils choisissent leur heure de début et qui correspond au meilleur moment pour eux. Par exemple, une autre étude menée aux États-Unis a montré que les étudiants de type E âgés de 17 à 26 ans avaient des performances académiques plus faibles que les étudiants de type M. Cela pourrait s'expliquer par le fait que les étudiants de type E ont plus de mal à être présents à leurs cours du matin, ce qui les désavantage sur le plan académique. Une seconde étude menée en Turquie a montré que les horaires des cours et des examens peuvent avoir une influence sur les performances scolaires des étudiants universitaires âgés de 18 à 25 ans. Dans cette étude, les étudiants pouvaient choisir entre deux plages horaires pour suivre leurs cours, soit de 8 h à 14 h 50 et de 15 h à 21 h 50. Toutefois, les examens avaient généralement tous lieu à 9 h 30 du matin. Les résultats ont montré que les étudiants de type M obtenaient de meilleurs résultats aux examens que les étudiants de type E, ce qui suggère que les horaires des examens doivent être adaptés aux différents chronotypes des étudiants.
Les résultats de ces études montrent que le chronotype des élèves peut affecter leur rendement scolaire. Il est donc important de tenir compte de ces différences dans l'élaboration des horaires scolaires pour améliorer l'assiduité, les performances et le bien-être des élèves. Il serait judicieux de réévaluer les pratiques conventionnelles en matière d'horaires scolaires en tenant compte des différences de chronotype des élèves.

## Accommodements scolaires en vue d’une inclusion de tout chronotype
En premier lieu, il serait intéressant d'évaluer les avantages potentiels d'un début plus tardif des cours pour les élèves de tous les chronotypes. En effet, cela pourrait améliorer leur vigilance, leur humeur et leur santé générale. Une étude réalisée à l’école secondaire de Rhode Island, aux États-Unis a mis en évidence ces améliorations lorsqu'un décalage d'une trentaine de minutes a été introduit dans les horaires de cours. Cette étude de deux mois, menée sur plus de 200 participants, montre que les avantages d'un début plus tardif des cours sont significatifs.
En second lieu, il serait également utile d'envisager l'instauration de blocs de temps consacrés aux siestes dans les écoles pour répondre aux besoins des chronotypes nocturnes. Les siestes ont été montrées pour améliorer la productivité et réduire la fatigue cognitive, offrant des gains de performance similaires à ceux obtenus après une bonne nuit de sommeil. En tant qu'outils pédagogiques, elles pourraient être une solution pour les élèves de type E, souvent désavantagés sur le plan académique.